# Parque Estatal del Arboreto de Boyce Thompson
El Arboreto Parque del Estado, Boyce Thompson (en inglés: Boyce Thompson Arboretum State Park) es un Parque del Estado, arboreto y jardín botánico del desierto de 323 acres de extensión y un sendero de 1.5 millas (2.4 km) que recorre diferentes hábitat, ubicado en Superior, Arizona, Estados Unidos. Su código de reconocimiento internacional como institución botánica, así como las siglas de su herbario es ARIZ.

## Localización
Boyce Thompson Arboretum State Park, 37615 US Hwy. 60 Superior, near Phoenix Pinal County, Arizona AZ 85273 United States of America-Estados Unidos de América.33°16′45″N 111°9′30″O / 33.27917, -111.15833

## Historia
Fundado en 1925, el arboreto es uno de los mayores y más antiguos jardines botánicos del estado de Arizona. Está administrado conjuntamente por la "Boyce Thompson Arboretum, Inc.", una organización sin ánimo de lucro encuadrada en el acta 501 c, la Universidad de Arizona, y el organismo del estado Arizona State Parks.
Los Drs. Frank S. Crosswhite y Carol Diane Crosswhite sirvieron como los curadores del Arboreto en la botánica y en la zoología, respectivamente, por más de 30 años. Ambos tenían su Ph.D.s de la Universidad de Wisconsin, ampliaron en gran medida los programas del Arboreto, desarrollaron las ventas de plantas populares, y crearon exhibiciones educativas innovadoras, a menudo referentes a las plantas nativas usadas por el pueblo indígena del área. Excursiones guiadas en el Arboreto a treavés de sus extensos senderos. 
El "Desert Legume Project" (DELEP) fue creado en 1988 gracias al patrocinio conjunto de la Universidad de Arizona con el "Boyce Thompson Arboretum State Park".  

## Colecciones
Entre sus colecciones son de destacar. 
- The Taylor Family Desert Legume Demonstration Garden (El Jardín de Exhibición de Legumbres del Desierto de la Familia Taylor) es uno de los jardines colaboradores del DELEP.
- Australian Landscape (Paisaje Australiano), colección de plantas de los desiertos de Australia, con plantas como Acacia podalyraeifolia, Anigozanthus manglesii, Brachychiton acerifolius, Brachycome iberidifolia, Callistemon phoenicius,..
- Cacti and succulents (Colección de cactus y suculentas), Cactaceae (725 spp, 806 taxones) y otras suculentas (total de cactus y suculentas - 1,600 taxones).

Algunos detalles del "Arboreto Parque del Estado, Boyce Thompson".

Detalles
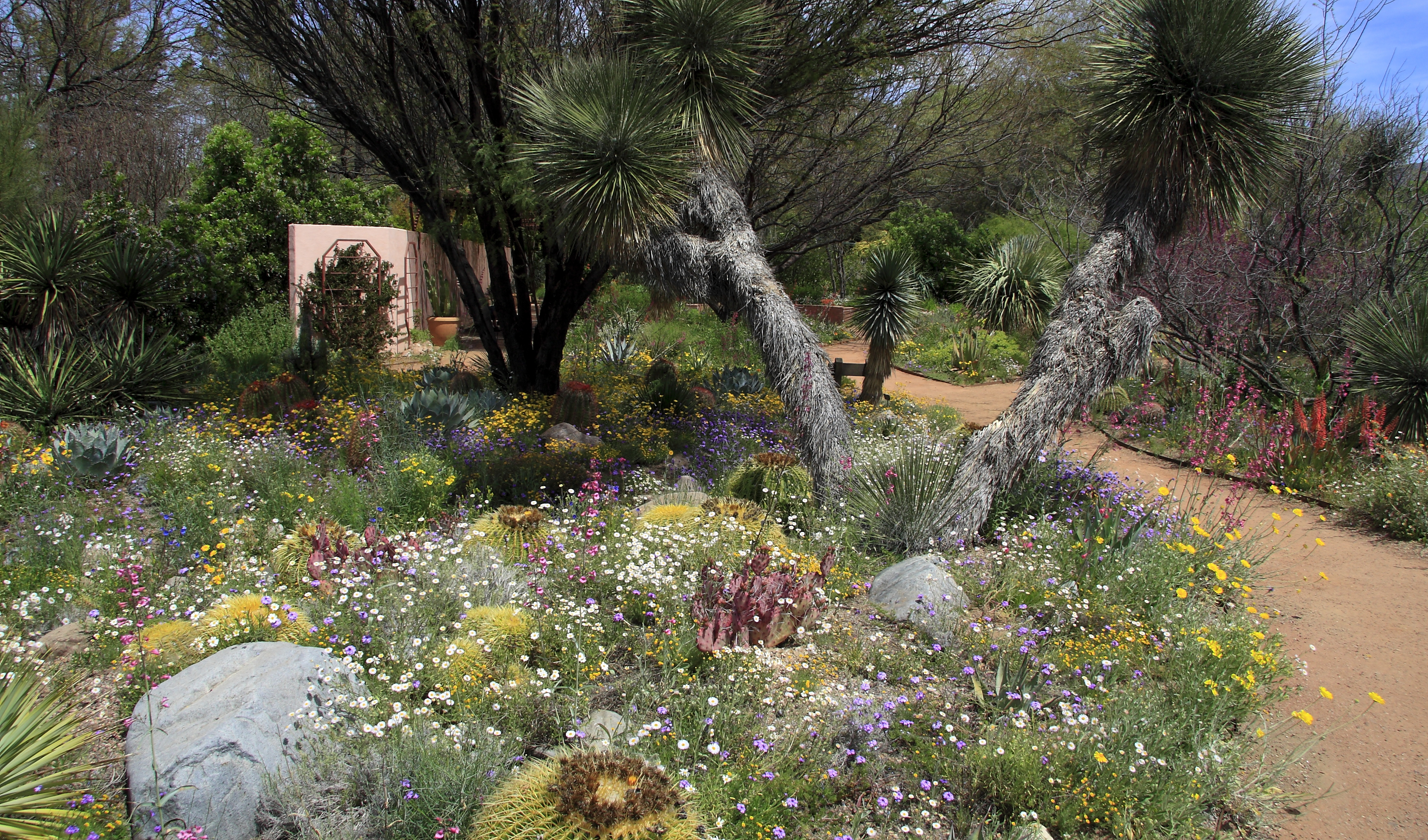
Flores silvestres en el "Boyce Thompson Arboretum".
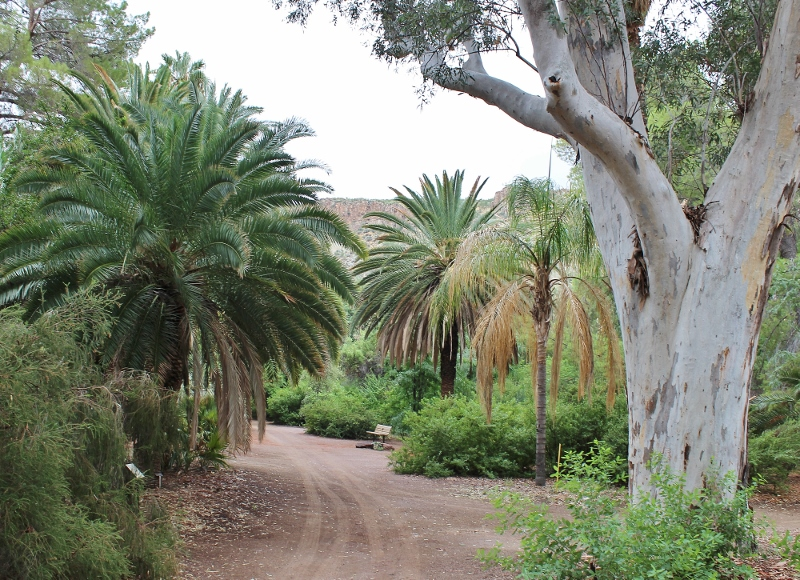
Sendero de paseo a través del bosquete.
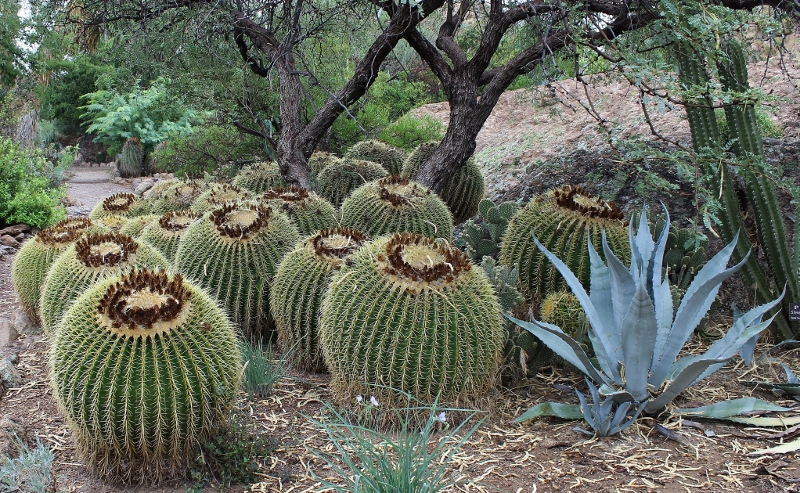
Diferentes especies de cactus.
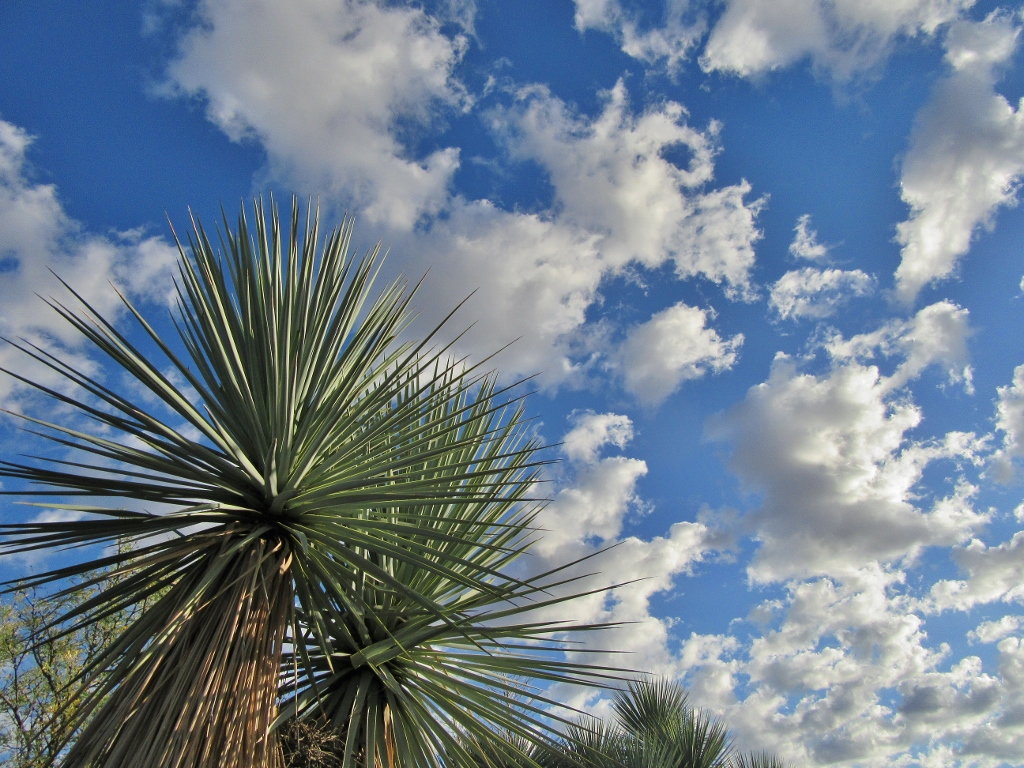
Yuccas en el BTA t. stone.
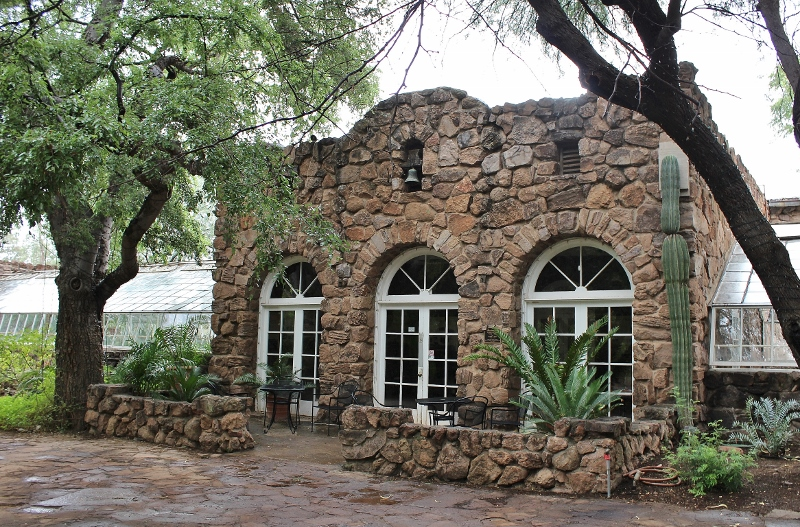
El "Smith Building" en el "Boyce Thompson Arboretum".